# César Soriano Ferrero
César Soriano Ferrero (Ontinyent, 23 d'abril de 1983) és un futbolista valencià, que ocupa la posició de defensa lateral esquerre.

## Trajectòria
Format al planter del València CF, hi militaria als diferents equips de l'entitat de Mestalla. A la campanya 02/03 debuta a primera divisió, tot disputant un encontre de lliga amb el València.
La seua carrera prossegueix en equips de categories més modestes: CE Castelló, CD Leganés, Ontinyent CF, CF Badalona i CD Guadalajara.